# Greatest Flix III
Greatest Flix III – wideokaseta zespołu Queen wydana w roku 1999 roku. Zawiera 15 teledysków (+ 1 bonusowo - końcowy) zespołu.
Teledyski nie są ułożone chronologicznie.

## Lista utworów
1. Under Pressure (Rah Mix) Queen + David Bowie
2. These Are the Days of Our Lives
3. Princes of the Universe
4. Barcelona – Freddie M. + Montserrat Caballe
5. Too Much Love Will Kill You
6. Somebody to Love – Queen + George Michael
7. The Great Pretender – Freddie Mercury
8. Heaven for Everyone
9. Las Palabras de Amor
10. Let Me Live
11. Living on My Own – Freddie Mercury
12. You Don’t Fool Me
13. Driven By You – Brian May
14. No-One but You (Only the Good Die Young)
15. The Show Must Go On – Queen + Elton John
16. Thank God It’s Christmas

W tym filmie muzycznym, gościnnie wystąpili: David Bowie, George Michael, Elton John. Wszystkie piosenki w których gościnni wokaliści brali udział są piosenkami z koncertu „The Freddie Mercury Tribute” (koncertu poświęconemu pamięci wokaliście Queen – Freddiemu Mercury’emu). Była to ostatnia wideokaseta zespołu z serii: „Greatest Flix”.